# Hirvisaari (ö i Kymmenedalen, Kouvola, lat 61,16, long 26,36)
Hirvisaari är en ö i Finland. Den ligger i sjön Karijärvi och i kommunen Kouvola i den ekonomiska regionen  Kouvola ekonomiska region  och landskapet Kymmenedalen, i den södra delen av landet, 130 km nordost om huvudstaden Helsingfors. Öns area är 0,6 hektar och dess största längd är 120 meter i nord-sydlig riktning.